# Artema
Genre
Synonymes
- Pholciella Roewer, 1960
- Coroia González-Sponga 2005

Artema est un genre d'araignées aranéomorphes de la famille des Pholcidae.

## Distribution
Les espèces de ce genre se rencontrent en Asie, en Afrique et en Europe du Sud sauf Artema atlanta qui est de distribution pantropicale.

## Liste des espèces
Selon World Spider Catalog (version 22.0, 29/06/2021) :
- Artema atlanta Walckenaer, 1837
- Artema bahla Huber, 2019
- Artema bunkpurugu Huber & Kwapong, 2013
- Artema dhofar Huber, 2019
- Artema doriae (Thorell, 1881)
- Artema ghubrat Huber, 2019
- Artema kochi Kulczyński, 1901
- Artema magna Roewer, 1960
- Artema martensi Huber, 2021
- Artema nephilit Aharon, Huber & Gavish-Regev, 2017
- Artema transcaspica Spassky, 1934
- Artema ziaretana (Roewer, 1960)

## Publication originale
- Walckenaer, 1837 : Histoire naturelle des insectes. Aptères. Paris, vol. 1, p. 1-682.